# Бедреп
Бедреп — упразднённое в 2009 году село в Ельцовском районе Алтайского края России. Входил в состав Новокаменского сельсовета.

## История
Последние жители — семья Басос, Сергей Иванович и Евдокия Маркеловна. Только в 2005 году дети насильно перевезли их в Новокаменку. Так закончилась история села.
Упразднён в 2009 году (Закон Алтайского края от 24.12.2009 N 106-ЗС «Об упразднении поселка Садовск Верх-Ненинского сельсовета и села Бедреп Новокаменского сельсовета Ельцовского района Алтайского края и внесении изменений в отдельные законы Алтайского края»).

## География
Находился в восточной части Алтайского края, вблизи реки Татарка.
Абсолютная высота: 359 метров над уровнем моря.

## Население
| 1997 | 1998 | 1999 | 2000 | 2001 | 2002 | 2003 | 2004 | 2005 |
| ---- | ---- | ---- | ---- | ---- | ---- | ---- | ---- | ---- |
| 6    | ↘3   | ↘2   | →2   | →2   | →2   | →2   | →2   | →2   |
| 2006 |      |      |      |      |      |      |      |      |
| →2   |      |      |      |      |      |      |      |      |

Национальный состав
Согласно результатам переписи 2002 года, в национальной структуре населения русские составляли 100 % от 2 чел.

## Инфраструктура
Основа экономики — сельское хозяйство: в 1950-60 годы — небольшая свиноферма колхоза «Октябрь»; затем построили большую скотоферму. В 1961 году вместо колхоза образована бригада совхоза «Ельцовский».
Действовал магазин, клуб, Бедрепская начальная школа.

## Транспорт
Просёлочные дороги.